# Ali Al-Beshari
Ali Al-Beshari (àrab: علي البشاري)  (1962) és un exfutbolista libi de la dècada de 1980.
Fou internacional amb la selecció de futbol de Líbia. Pel que fa a clubs, destacà a Al Ahly Bengasi.